# Ion Nunweiller
Ion Nunweiller   (Piatra Neamț, 9 de gener de 1936 - Pitești, 3 de febrer de 2015) és un exfutbolista romanès de la dècada de 1960 i entrenador.
Fou 40 cops internacional amb la selecció romanesa amb la qual participà en els Jocs Olímpics d'Estiu de 1964.
Pel que fa a clubs, defensà els colors de Dinamo Bucureşti i Fenerbahçe.
El seu germà Constantin fou jugador de waterpolo i Dumitru, Lică, Victor, Radu i Eduard foren futbolistes.

## Palmarès

### Jugador
Dinamo București
- Lliga romanesa de futbol (5): 1961–62, 1962–63, 1963–64, 1964–65, 1970–71
- Copa romanesa de futbol (3): 1958–59, 1963–64, 1967–68

Fenerbahçe
- Lliga turca de futbol (1): 1969–70
- Copa de l'Associació d'Escriptors d'Esports Turcs (1): 1969–70

### Entrenador
Dinamo București
- Lliga romanesa de futbol (3): 1972–73, 1974–75, 1976–77

Ceahlăul Piatra Neamț
- Segona Divisió (1): 1992–93